# Vauvert
Vauvert là một town and xã ở tỉnh Gard. Xã này có diện tích 109,86 kilômét vuông, dân số năm 1999 là 10.600 người. Khu vực này có độ cao trung bình 18 mét trên mực nước biển. Trong thời Trung cổ có tên là Posquières.
Thị trấn gồm phố Vauvert và làng Gallician, Montcalm.